# عنکبوت (فیلم ۱۹۴۵)
عنکبوت (انگلیسی: The Spider) فیلمی در ژانر جنایی و درام به کارگردانی رابرت دی وب است که در سال ۱۹۴۵ منتشر شد.

## بازیگران
- ریچارد کونته
- آن سوج
- کارا ویلیامز
- جان هاروی
- لین چندلر
- روث کلیفورد
- مارگو وود